# ゴーマン極形式
ゴーマン極形式（ゴーマンきょくけいしき、英: Gorman polar form）とは、経済学における間接効用関数の一つの関数形である。アイルランドの経済学者のウィリアム・ゴーマンに由来する。

## 概要
標準的な消費者理論は一人の消費者を前提に構築される。消費者は効用関数を持ち、そこから需要曲線を計算できる。すると、価格や所得の変化といった特定の条件下での消費者の行動を予測できる。しかし現実には、多くの異なる効用関数と需要曲線を持つ消費者が存在する。社会全体の行動を予測するために消費者理論をどのように用いることができるのか。その一つの方法は、社会全体を単一の「巨大消費者」として表し、その総合効用関数と総合需要曲線を定義することである。しかし、社会全体を一人の消費者として表すことが可能なのはどのような場合だろうか。
形式的には、{\displaystyle n} 人の消費者がいる経済を考える。各消費者は、その所得 {\displaystyle m^{i}} と価格体系に依存する需要関数
{\displaystyle x^{i}(p,m^{i})}
を持つ。社会全体の総需要は一般に、価格体系と所得分布全体の関数として表される：
{\displaystyle X(p,m^{1},\dots ,m^{n})=\sum _{i=1}^{n}x^{i}(p,m^{i})}
社会全体を一人の消費者として表すためには、総需要が所得分布に依存せず、価格と「総」所得だけの関数でなければならない：
{\displaystyle X(p,m^{1},\dots ,m^{n})=X\left(p,\sum _{i=1}^{n}m^{i}\right)}
どのような条件下で、このように総需要を表すことができるのか。アントネッリ（1886年）やナタフ（1953年）の初期の研究は、市場においてすべての個人が同じ価格に直面すると仮定した場合、彼らの所得消費曲線やエンゲル曲線（所得の関数としての支出）は平行な直線でなければならないことを示した。これは、消費者の曲線を単純に足し合わせることで、社会全体の所得消費曲線を計算できることを意味する。言い換えれば、社会全体に一定の所得が与えられ、それが社会の構成員に分配されると、各人は自分の所得消費曲線に従って消費を選択する。この曲線がすべて平行な直線であれば、総需要は「所得分布」に依存しない。

## ゴーマンによる支出関数の形式
ゴーマンは1953年に発表した最初の論文で、この問題に答えるための考え方を展開した。1961年、ゴーマンは『Metroeconomica』誌に4ページの短い論文を発表し、線形エンゲル曲線を導く選好の関数形を明示的に導出した。各消費者 {\displaystyle i} の支出関数（ある価格体系で特定の効用水準を達成するために必要な金額）は効用に対して線形でなければならない：
{\displaystyle e^{i}\left(p,u^{i}\right)=f^{i}(p)+g(p)\cdot u^{i}}
ここで、{\displaystyle f^{i}(p)} と {\displaystyle g(p)} はいずれも価格ベクトル {\displaystyle p} に関して一次同次関数である。この同次性条件が、{\displaystyle e^{i}(p,u)} が線形エンゲル曲線を与えることを保証する。
{\displaystyle f^{i}(p)} と {\displaystyle g(p)} には明確な意味がある。{\displaystyle f^{i}(p)} は各個人が基準効用水準ゼロに到達するために必要な支出であり、{\displaystyle g(p)} は効用 {\displaystyle {\bar {u}}} を達成するための超過所得 {\displaystyle e^{i}(p,u)-f^{i}(p)} をデフレートする価格指数である。重要なのは、{\displaystyle g(p)} が社会の全員に共通であるため、すべての消費者のエンゲル曲線は平行になる点である。

## ゴーマンによる間接効用関数の形式
この式を逆にすると、（価格と所得の関数としての）間接効用関数が得られる：
{\displaystyle v^{i}\left(p,m^{i}\right)={\frac {m^{i}-f^{i}(p)}{g(p)}}}
ここで {\displaystyle m^{i}} は個人に与えられた所得であり、前の式における支出関数 {\displaystyle e^{i}(p,u^{i})} に対応する。これがゴーマンが「基底効用関数の極形式（polar form）」と呼んだものである。ゴーマンが「極（polar）」という語を用いたのは、間接効用関数が、無差別曲線を記述する際に、直接効用関数のようなデカルト座標ではなく、極座標を用いるイメージに基づくからである。ここで所得 {\displaystyle m^{i}} は半径に、価格 {\displaystyle p} は角度に相当する。

## 例
ゴーマン極形式を持つ選好の例は2つある:154。

### 準線形効用
主体 {\displaystyle i} の効用関数が
{\displaystyle u_{i}(x,m)=u_{i}(x)+m}
の形を持つとき、（内部解を仮定すると）間接効用関数は
{\displaystyle v_{i}(p,m)=v_{i}(p)+m}
という形になり、これはゴーマン形式の特殊例である。
実際、準線形効用を持つ消費者の非線形財に関するマーシャル需要関数は所得に依存しない（この場合、線形財の需要は所得に対して線形である）：
{\displaystyle x_{i}(p,m)=-{\frac {dv(p)/dm}{v(p)/dp_{i}}}=-{\frac {1}{dv(p)/dp_{i}}}=(v_{i}')^{-1}(p)=v_{i}'(p)^{-1}}
したがって、非線形財に関する総需要関数も所得に依存しない：
{\displaystyle X(p,M)=\sum _{i=1}^{n}{(v_{i}')^{-1}(p)}}
社会全体は、準線形効用関数を持つ単一の代表的消費者として表すことができる：
{\displaystyle U(x,m)=U(x)+m}
ここで {\displaystyle U} は次を満たす：
{\displaystyle (U')^{-1}(p)=\sum _{i=1}^{n}{(v_{i}')^{-1}(p)}}
特に全員が同じ効用関数 {\displaystyle u(x,m)=u(x)+m} を持つ場合、総合効用関数は
{\displaystyle U(x,M)=n\cdot u\left({\frac {x}{n}}\right)+M}
となる。

### 準同次選好
間接効用関数は次の形を持つ：
{\displaystyle v(p,m_{i})=v(p)\cdot m}
これはゴーマン形式の特殊な場合である。特に、線形、レオンチェフ型、コブ＝ダグラス型の効用は準同次であり、したがってゴーマン形式を持つ。

## エンゲル曲線の線形性と傾きの等しさの証明
ゴーマン極形式に属する関数のエンゲル曲線が線形であることを証明するには、ロワの恒等式を間接効用関数に適用して、個人（{\displaystyle i}）と財（{\displaystyle n}）についてのマーシャル需要関数を得る：
{\displaystyle x_{n}^{i}(p,m^{i})=-{\frac {\frac {\partial v^{i}(p,m^{i})}{\partial p_{n}}}{\frac {\partial v^{i}(p,m^{i})}{\partial m^{i}}}}={\frac {\partial f^{i}(p)}{\partial p_{n}}}+{\frac {\partial g(p)}{\partial p_{n}}}\cdot {\frac {m-f^{i}(p)}{g(p)}}}
これは所得 {\displaystyle m} に関して線形である。したがって、ある財に対する個人の需要の所得変化に対する変化率
{\displaystyle {\frac {\partial x_{n}^{i}(p,m^{i})}{\partial m}}={\frac {\frac {\partial g(p)}{\partial p_{n}}}{g(p)}}}
は所得に依存しないため、エンゲル曲線は線形となる。
さらに、この変化率は特定の個人に固有の変数に依存しないため、異なる個人のエンゲル曲線の傾きは等しい。

## 応用
ゴーマン極形式の応用は、多くの文献や Honohan・Neary の論文に要約されている。これらの応用には、特定の場合における {\displaystyle f^{i}(p)} と {\displaystyle g(p)} の推定の容易さが含まれる。だが経済学の理論家にとって最も重要な応用は、効用最大化を行う個人の社会を一人の個人として扱えることである。言い換えれば、この条件の下では、社会的無差別曲線が必ず存在することが保証される。